# Castello di Rocca de' Giorgi
Il Castello di Rocca de' Giorgi detto anche castello di messer Fiorello o Roccafirella è una fortificazione situata nel comune italiano di Rocca de' Giorgi, in provincia di Pavia. L'edificio è posto a 350 m s.l.m. si trova nell'Oltrepò Pavese, su un rilievo che domina la valle del torrente Scuropasso.

## Storia
Rocca de' Giorgi, sede di un'antica pieve della diocesi di Piacenza, fu fortificata fin dall'alto medioevo, probabilmente da un antico signore di nome Aimerico. Si chiamava infatti Rocca di Aimerico quando, nel 1164, è citata tra i luoghi dell'Oltrepò che passarono sotto il dominio pavese.
Vi ebbe successivamente signoria la famiglia pavese Campeggi, per cui prese il nome di Rocca Campesana; passò poi sotto il dominio dei Sannazzaro, e per matrimonio a Fiorello Beccaria, che ricostruì la Rocca che da allora fu detta Rocca di Messer Fiorello, o Roccafirella. Nell'ambito del dominio dei Beccaria, giunse al ramo di Montebello, appartenendo al feudo di Montecalvo. Estinti nel 1629 i Beccaria, fu acquistato dai conti Giorgi di Vistarino, feudatari anche di Pietra de' Giorgi.

## Struttura
I ruderi si ergono in cima a un poggio, oggi sono visibili solo le mura perimetrali riferibili alla metà del XIV secolo. La struttura realizzata in pietra e laterizio, ha pianta quadrilatera irregolare, di fatto trapezoidale, con affiancato su di un lato un dongione a base rettangolare.